# Communauté de communes Gisors-Epte-Lévrière
Pour les articles homonymes, voir Gisors (homonymie), Epte (homonymie) et Levrière.
La communauté de communes Gisors-Epte-Lévrière est une ancienne communauté de communes française, située dans le département de l'Eure et dans la région Normandie.

## Histoire
Création de la communauté de communes du Vexin Normand, le 1er janvier 2017 à partir de la fusion de :
- la communauté de communes du canton d'Étrépagny
- la communauté de communes Gisors-Epte-Lévrière

## Composition
Elle regroupe 16 communes :
| Commune                | Population 2007 | Code postal | Code INSEE |
| ---------------------- | --------------- | ----------- | ---------- |
| Amécourt               | 171             | 27140       | 27010      |
| Authevernes            | 415             | 27420       | 27026      |
| Bazincourt-sur-Epte    | 633             | 27140       | 27045      |
| Bernouville            | 328             | 27660       | 27059      |
| Bézu-Saint-Éloi        | 1 209           | 27660       | 27067      |
| Dangu                  | 576             | 27720       | 27199      |
| Gisors                 | 11 677          | 27140       | 27284      |
| Guerny                 | 175             | 27720       | 27304      |
| Hébécourt              | 565             | 27150       | 27324      |
| Mainneville            | 409             | 27150       | 27379      |
| Mesnil-sous-Vienne     | 129             | 27150       | 27405      |
| Neaufles-Saint-Martin  | 1 159           | 27830       | 27426      |
| Noyers                 | 289             | 27720       | 27445      |
| Saint-Denis-le-Ferment | 470             | 27140       | 27533      |
| Sancourt               | 136             | 27150       | 27614      |
| Vesly                  | 652             | 27870       | 27682      |